# 耶魯大學圖書館

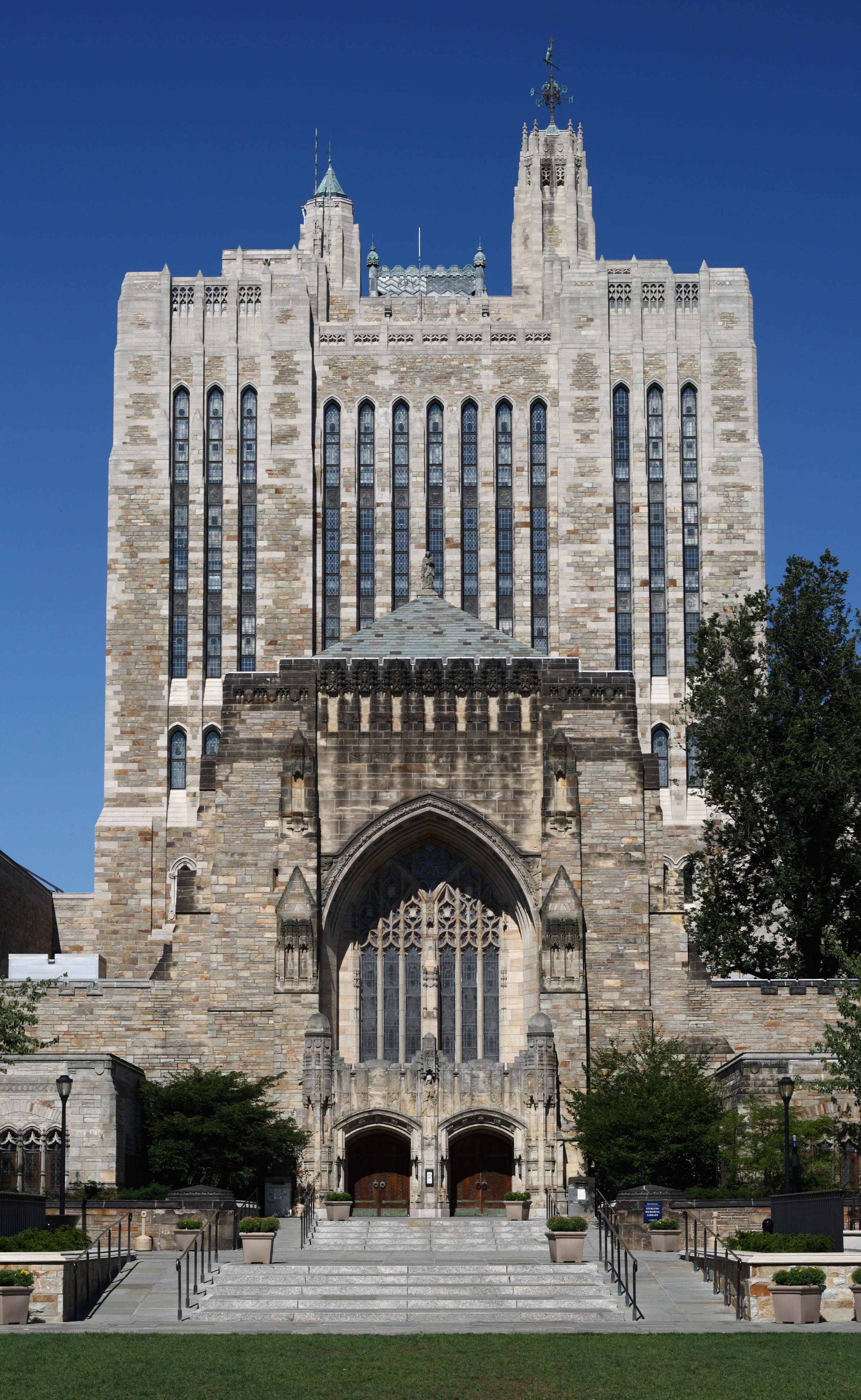

耶魯大學圖書館（Yale University Library）是美國耶魯大學的圖書館系統。耶魯大學圖書館創立於1701年，拥有22座设施和约1100万卷图书，其下属最大的图书馆为斯特灵纪念图书馆。

## 外部連結
- 官方网站

41°18′40″N 72°55′43″W / 41.31111°N 72.92861°W